# Крафт II (Хоенлое)
Крафт II фон Хоенлое (на немски: Kraft II von Hohenlohe; * ок. 1290; † 8 май 1344) е граф на Хоенлое във Вайкерсхайм (1313 – 1344).
Той е син на граф Крафт I фон Хоенлое-Вайкерсхайм (1242 – 1313) и втората му съпруга Маргарета фон Труендинген († 1293/1294), дъщеря на граф Фридрих I фон Труендинген-Дилинген и принцеса Маргарета фон Андекс-Мерания.

## Фамилия
Крафт II се жени пр. 21 декември 1306 г. за графиня Аделхайд Мехтхилд фон Вюртемберг (* ок. 1295; † 13 септември 1342), дъщеря на граф Еберхард II фон Вюртемберг (1265 – 1325) и третата му съпруга маркграфиня Ирменгард фон Баден († 1320). Те имат две деца:
- Крафт III (* 1328; † 16 ноември 1371), граф на Хоенлое-Вайкерсхайм, женен пр. 12 март 1340 г. за ландграфиня Анна фон Лойхтенберг († 1390)
- Ирменгард фон Хоенлое-Вайкерсхайм (* 1315; † 13 януари 1372), омъжена I. за бургграф Конрад III фон Нюрнберг († 1334); II. пр. 4 януари 1337 г. за граф Герлах I фон Насау-Висбаден († 1361)